# Roztylské náměstí
Roztylské náměstí je náměstí v Praze, v obvodu a městské části Praha 4 a ve čtvrti Záběhlice, Spořilov. Vzniklo jako centrum někdejšího Starého Spořilova ve 20. letech 20. století a je jedním z největších parkových náměstí v Praze.

## Popis a historie

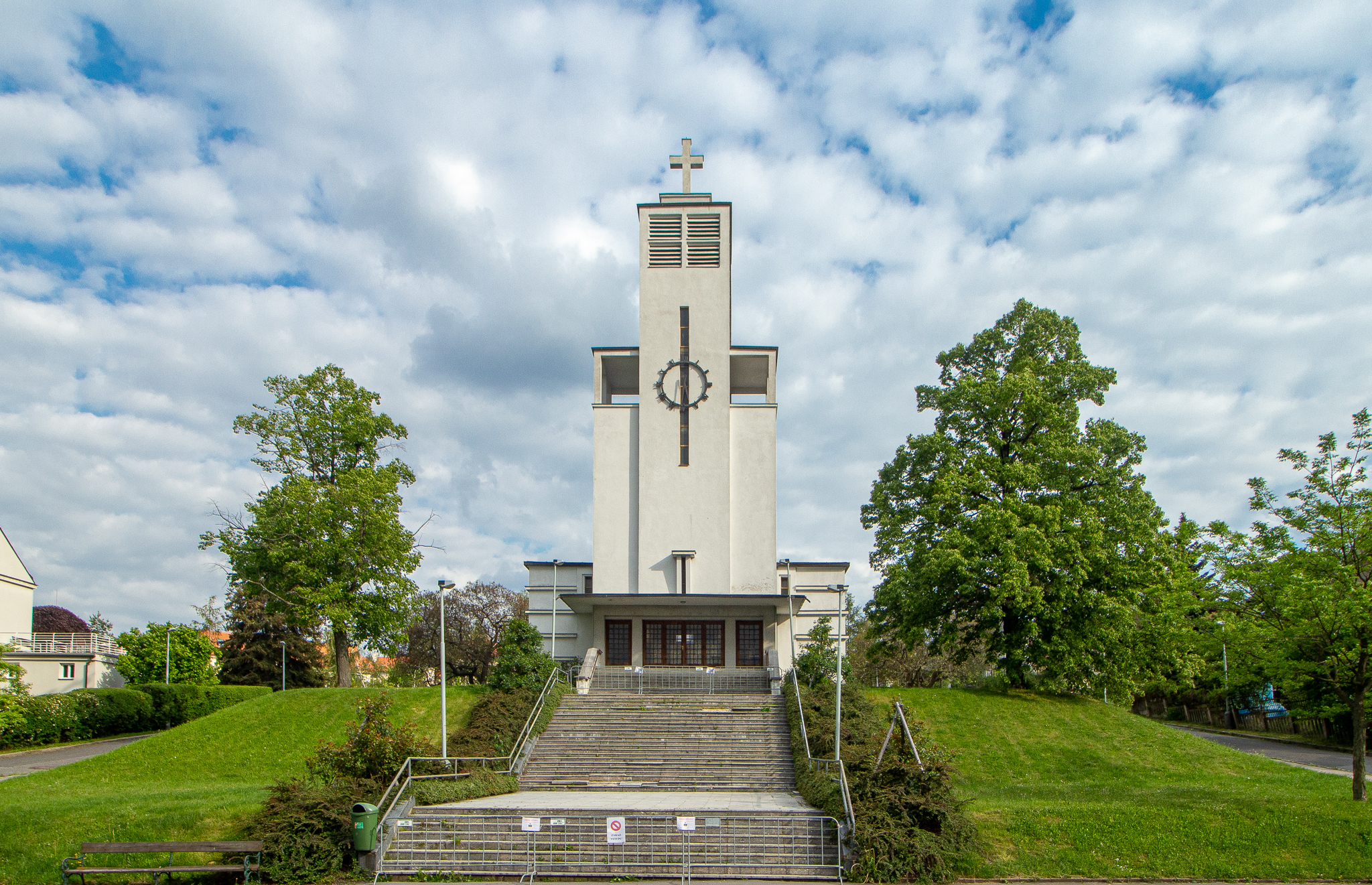
Kostel sv. Anežky České je dominantou Roztylského náměstí

Náměstí je poměrně úzký prostor ohraničený na severozápadní straně, kde ho protíná ulice Severovýchodní I, několika vícepodlažními domy. Stoupá jihovýchodním směrem až ke své dominantě, kterou je funkcionalistická stavba kostela svaté Anežky České. Pod kostelem protínají náměstí dvě alejové třídy vedoucí do horní, jižní poloviny Spořilova: Hlavní a Roztylské sady. Spolu s prostorem náměstí vytvářejí park ve tvaru kříže.
Obvod náměstí je lemován obytnými, převážně rodinnými domy, v přízemí některých jsou obchody či jiné provozovny. Střed celého prostoru je tvořen zelení, v severnější části se nacházejí hřiště.
V jižnější horní části náměstí stál od roku 1937 pomník legionářů (socha bojovníka od Zborova), již v roce 1940 však musel být na nátlak okupačních úřadů odstraněn a nikdy již nebyl obnoven. Názory na  případnou obnovu nejsou jednotné, i proto, že na jeho místě je nyní pomník připomínající oběti 2. světové války.
V letech 2013 a 2014 prošlo celé náměstí revitalizací. Zajímavostí je protiletecký kryt, který je postaven pod náměstím.